# Майорканська картографічна школа

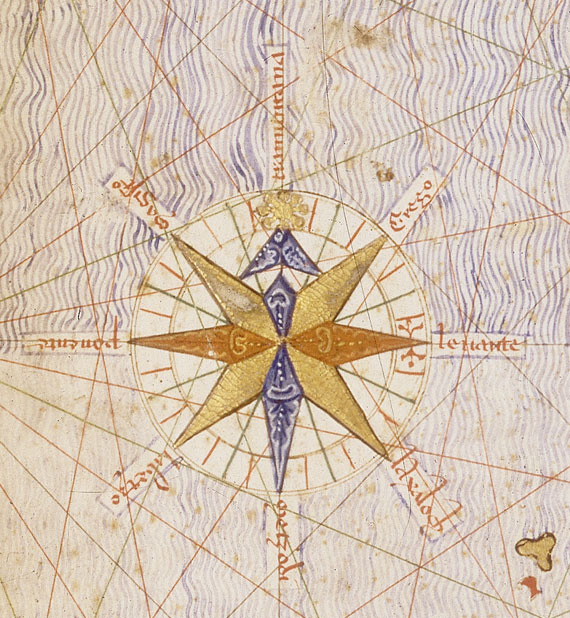
Деталь Каталанського Атласу, перша роза вітрів, зображена на карті. Зверніть увагу на полярну зірку, встановлену на N (півночі).

«Майорканська картографічна школа» (або «Каталонська картографічна школа») — термін, що застосовується істориками для позначення групи картографів, космографів та виробників навігаційних приладів переважно єврейського походження, а також їх християнських колег, що працювали на Майорці з XIII по XV століття (до вигнання євреїв з Іспанії). До майорканської картографічної школи зазвичай також відносять майстрів, що працювали в ті часи і в інших частинах Каталонії, осоливо в Барселоні. Майорканській школі часто протиставлять сучасну їй італійську школу картографії.

## Передумови
Острів Майорка, найбільший з Балеарських островів, що розташовані у західному Середземномор'ї. Мешканці Майорки були чудовими мореплавцями та картографами. Їхні географічні знання були отримані на власному досвіді та розвивались в мультикультурній атмосфері. Острів населяли нащадки римлян, вестготів, греків і арабів. На острові існувала також велика єврейська громада.

Протягом раннього середньовіччя Майорка переважно була незалежним мусульманським королівством і потрапила під владу християн лише у 1231 році, після чого ще біля ста років залишалась незалежним Майорканським королівством, поки у 1344 році не була назавжди приєднана до Арагонської корони. Мусульманські та єврейські купці брали участь у широкомасштабній морській торгівлі з Андалусією, Єгиптом та Тунісом, а в 14 столітті вони почали вести бізнес також з Італією, Англією та Нідерландами. Ці групи не були обмежені правилами, накладеними християнськими рамками, і їхні наукові знання, навігаційні прилади та морські карти значно випереджали свій час. Професор Джеральд Кроне, який писав книги про середньовічне картографування, казав про цих картографів — 
«… вони відкинули межі традицій і стали передвістниками досягнень епохи Відродження».
Карти, які виготовлялись майорканськими картографами цінувались правителями материкової частини Арагону та інших країн. Карти, виготовлені на Майорці, було легко впізнати за яскравими кольоровими ілюстраціями на позначення важливих географічних об'єктів та портретами іноземних правителів. Середземномор'ї неподалік від узбережжя Іспанії, має довгу історію мореплавства.

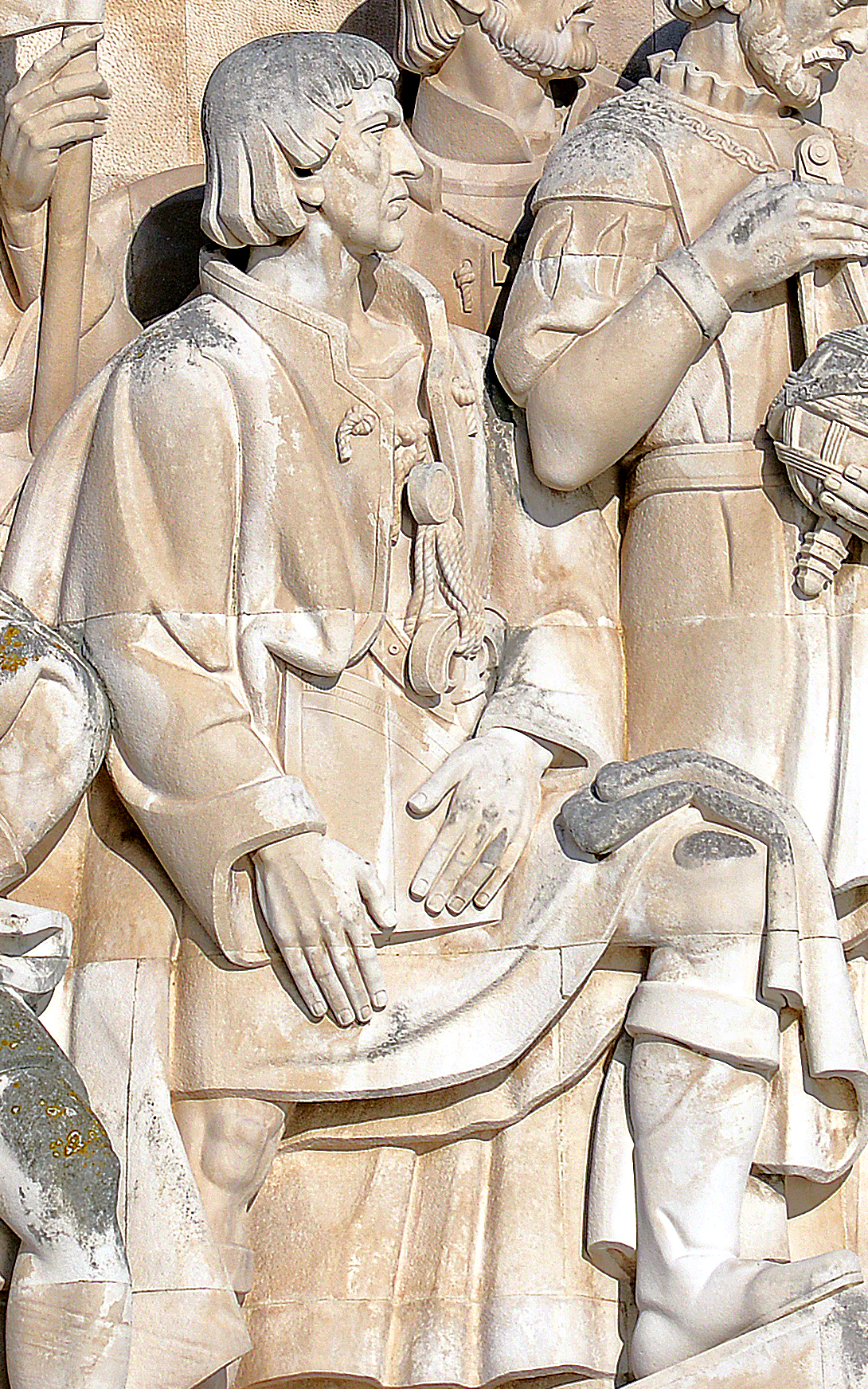
Знаменитий представник майорканської картографічної школи Якуб з Майорки на Пам'ятнику відкривачам в Лісабоні

Приєднання Майорки до Арагону збіглося з періодом активної заморської експансії Арагонськох Корони королівства що здійсювалась в средземноморському басейні в напрямку Сардинії, Сицилії та Греції (Афіни та Неопатрія), під час якої активно використовувались майорканські морські, картографічні та меркантильні знання та навички. 10 серпня 1346 року з міста Пальма до західноафриканського узбережжі на пошуки напівміфічної «Золотої ріки» вирушила морська експедиція під керівництвом мореплавця генуезького походження Жауме Феррера. В період з 1340-х по 1360-ті роки.купці та мореплавці Майорки очолювали спробу арагонської корони захопити нещодавно відкриті Канарські острови в Атлантиці

## Виникнення карт-портоланів
Карти-портолани, які раптово і у великий кількості з'являються на початку XIV століття представляли різкий контраст з усією попередньою картографічною продукцією. На відміну від традиційних академічних християнських mappa mundi, зазвичай округлої форми і орієнтованих на південь, портолан був орієнтований на північ і зосереджувався на реалістичному зображенні географічних відстаней із ступенем точності, що вражає навіть за сучасними мірками. Історики припускають, що портолани складались з практичної інформації, отриманої безпосередньо від мореплавців та торговців, можливо, за участі астрономів, і були призначені для використання під час навігації суден, зокрема для прокладання курсу (навігаційного маршруту) за допомогою компаса.
Виробництво середньовічних карт-портоланів можна розділити на дві великі школи — італійську та майорканську (каталанську). Італійські середньовічні картографи походять переважно з Генуї та Венеції. Майорканські (каталанські) карти складали на Майорці та в Барселоні . Поряд з цими двома основними школами, деякі карти були виготовлені в Португалії, але їх зразків не збереглося.

## Історія майорканської школи
Майорканські космографи та картографи активно експериментували та розробляли власні картографічні прийоми. На думку деяких вчених (напр. А. Норденскіольда), саме майорканці причетні до створення близько 1300 року «звичайного портолану». Портолан був реалістичною, детальною навігаційною картою, з нанесеними на ній сітчастими мережами румбів що поширювались з численних компасних роз вітрів і за допомогою якої можна було визначити точні напрямки і відстані плавання між будь-якими двома точками.

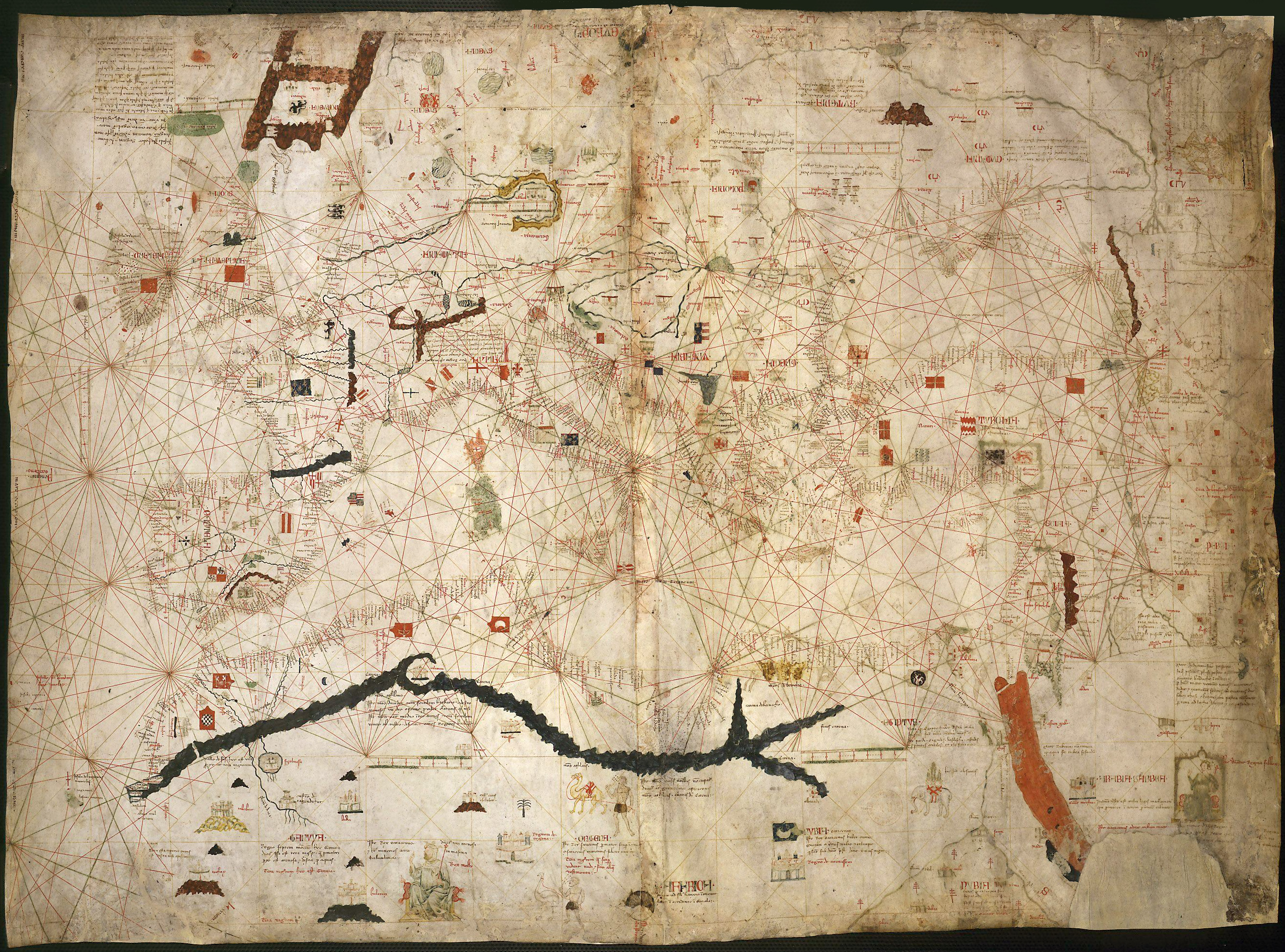
Перший портолан «майорканської» картографічної школи. Портолан Ангеліно Дульсерта, 1339 р.

На винахід портолану претендують Майорка і Генуя і навряд чи цей спір колись буде остаточно вирішено. До нашого часу збереглося не так багато портоланів того часу. Карта портоланів Carta Pisana, складена в кінці 13 століття (1275—1300), донедавна вважалась найстарішою з збережених морських карт , проте, згідно з останніми дослідженнями її атрибутують серединою XIV ст. Найдавніші портолани з першої половини XIV століття, щодо датування яких у вчених немає сумнівів, були створені генуезькими картографами, а достовірно відомі майорканські портолани збереглись лише з другої половини цього століття. Як результат, багато істориків стверджують, що картографія Майорки є похідною від генуезців, посилаючись на загадкову фігуру Андгеліно Дульсерта, можливо, генуезького іммігранта, що працював на Майорці в 1330-х роках, як ключового посередника у передачі знань та досвіду виготовлення карт-портоланів. З іншого боку, деякі вчені прийняли гіпотезу, вперше висунуту Адольфом Норденскельдом, про те, що збережені карти вводять в оману, що найдавніші генуезькі карти були лише вірними копіями здогаданого прототипу (нині втраченого), складеного близько 1300 року невідомим космографом Майорки, можливо із залученням Раймуннда Луллія. Проміжна точка зору полягає у визнанні генуезького пріоритету, але наполягає на автономному походженні майорканської школи, що, в кращому випадку «надихалась» прикладом генуезців, а не була її похідною. Останні дослідження, як правило, схиляються до першої інтерпретації, але в той же час визнають особливості розвитку Майорканської школи.
Перша відома карта Майорки була зроблена Ангеліно Дульсертом в 1339 році. Навіть у цій ранній роботі були присутні всі відмінні риси Майорканської картографічної школи. Дульсерт включив до своєї карти якісні кольорові збраження, на яких були показані всі топографічні деталі, включаючи річки, озера, гори тощо. Нотатки, написані латиною, доповнювали опис карти.
Оскільки більшість членів майорканської школи (за винятком Солера) були за походженням євреями, школа зазнала серйозних переслідувань і врешті-решт припинила існування внаслідок вигнання євреїв з Іспанії, впровадженням інквізиції і примусового охрещення наприкінці XV століття.

## Майорканський стиль

Портолан «майорканської» картографічної школи — Каталанський Атлас, Авраам Крескес, 1385 р.

Незалежно від того, якій картографічній школі належить першість у розробці перших навігаційних карт-портоланів, історики сходяться на думці, що у процесі виготовлення портоланів майорканці розробили власний характерний стиль або «школу» картографії, яку можна чітко відрізнити від «італійської» картографічної школи. І італійські і майорканські карти-портолани зосереджувались на одній і тій самій географічній зоні, яку іноді називають «звичайним портоланом»: Середземне море, Чорне море та європейське атлантичне узбережжя аж до околиць Фландрії — тобто регіон, яким часто подорожували тогочасні середземноморські купці та мореплавці.
По мірі накопичення знань і навичок, деякі картографи розширювалимуть географічні межі «звичайного портолану», включаючи в нього більшу частину Атлантичного океану, зокрема атлантичні острови (реальні та міфічні), частину західноафриканського узбережжя, Балтійський море на півночі та Каспійське море на сході. Тим не менш, центральний акцент на Середземномор'ї залишався завжди і загальний масштаб портоланів змінювався рідко.

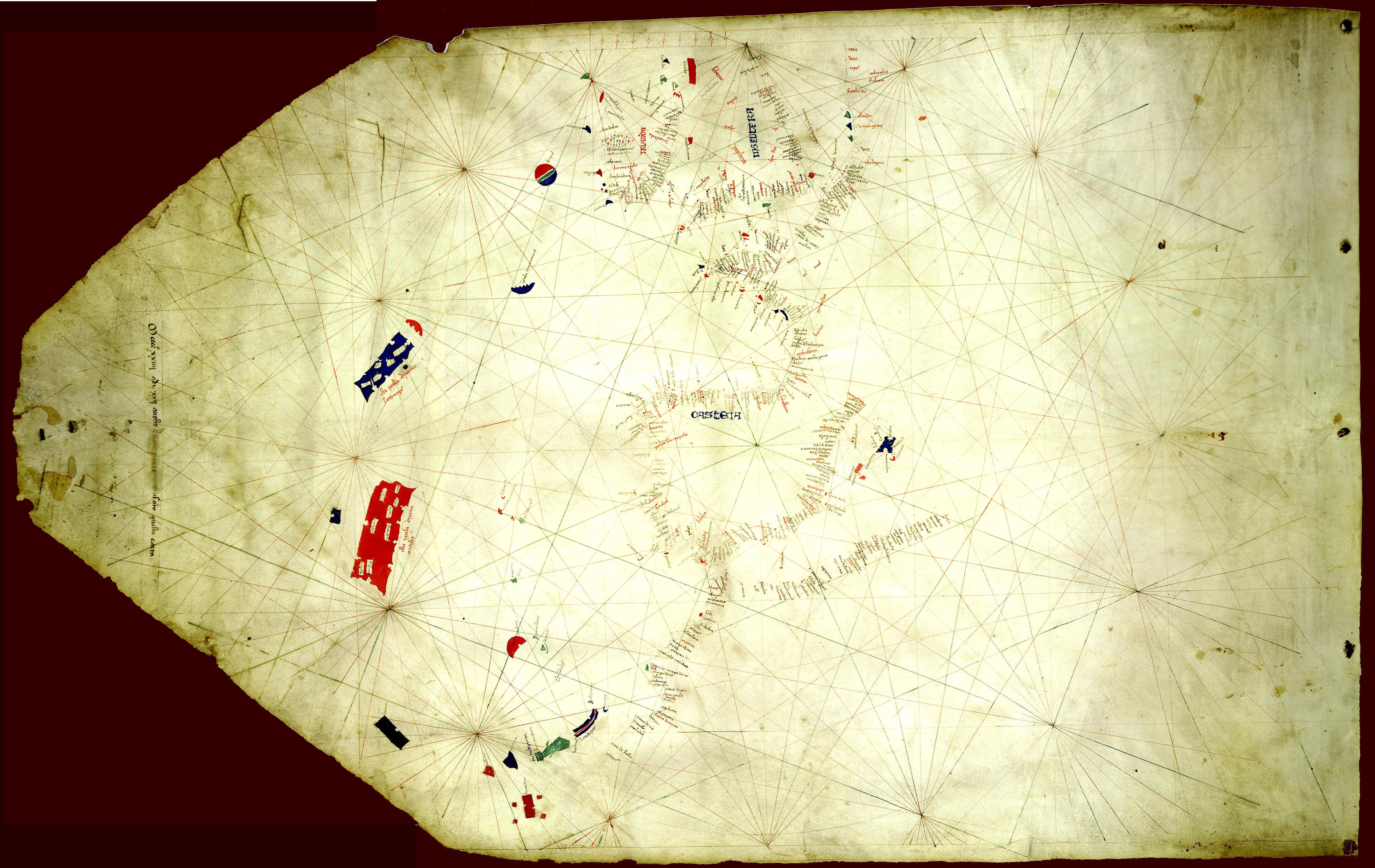
Портолан «італійської» картографічної школи. Дзуане Піццігано, 1424 р.

Різниця між майорканською та італійською картографічними школами полягає переважно не в регіоні картографування, а в стилі оформлення цієї роботи. Карти італійських портоланів були аскетичними та стриманими, суворо орієнтованими на прибережні деталі, при цьому внутрішні райони залишались переважно порожніми, а карти в основному позбавлені ілюстрацій.
Майорканський стиль, характерні ознаки якого можна вже було побачити на карті Ангеліно Дульсерта 1339 року і найвищі досягнення якого були втілені в Каталонському атласі 1375 року (що приписується майорканському картографу Аврааму Крескесу), використовував набагато більшу кількість «суходольної» інформації і відзначався багатими ілюстраціями та різнокольоровими мініатюрами для позначення міст, гірських хребтів, річок та навіть певних історичних та міфічних осіб.
До найважливіших рис, відтворених майже на всіх майорканських картах відносяться:
- розкидані по карті нотатки та позначки каталонською мовою;
- Червоне море пофарбоване в червоний колір;
- Атлаські гори, зображені у вигляді пальми;
- Альпи у вигляді курячої лапки;
- Тахо у вигляді вівчарського посоха, з вигином, що обертається навколо Толедо.
- Дунай як ланцюг пагорбів;
- Богемія у вигляді підкови;
- Канарський острів Лансароте, забарвлений у кольори генуезького гербу (червоний хрест на білому щиті).
- острів Родос також забарвлений щитом з хрестом.
- позначення смугастим гербом Арагонської Корони максимальної кількості об'єктів на карті, включно з зафарбуванням самого острова Майорка .
- відображенням на карті рози вітрів, орієнтованої на північ на Полярну зірку.[6]

Серед мініатюрних зображень людей, які зазвичай зустрічаються на багатьох майорканських картах, є зображення торговців на Великому шовковому шляху та а транссахарських торгових шляхах, імператора Малі, що сидить на золотій копальні та зображення корабля Жауме Феррера біля мису Бохадор.
Хоча італійська школа здебільшого дотримувалась свого лаконічного стилю, деякі пізніші італійські картографи, такі як брати Піццигані або Баттіста Беккаріо використовували в своїй роботі деякі майорканські підходи і переносили їх певні риси у свої власні карти.
Хоча деякі історики люблять класифікувати італійські карти як «морські», а майорканські — як «географічно-морські», важливо зазначити, що майорканські карти не жертвували важливою морською функцією своїх портоланів. Окрім наявності розважальних ілюстрацій, майорканські карти містили настільки ж деталізовану морську інформацію і були настільки ж корисні для навігації як і італійські.

## Представники
На відміну від Італії, де ремесла картографії та виготовлення навігаційних приладів були різними професіями, більшість картографів Майорки одночасно були і виробниками морських інструментів — часто фігуруючи в цивільних записах як майстер картографії та bruixoler («виробник компасів»). Деякі з них також були космографами (аматорами чи професіоналами), які мали досвід астрології та астрономії, часто вставляючи астрономічні календарі в свої атласи.

Портолан Гульєма Солера 1380 р.

Найвідомішими картографами майорканської школи були майстри єврейського походження, значно рідше зустрічались картографи-християни, як, на приклад Гульем Солер. Основними представниками майорканської школи картографії вважаються такі майстри:
- Ангеліно Дульсерт (ет . 1339) — можливо, генуезький іммігрант.
- Авраам Крескес (ет . 1375)
- Єгуда Крескес («Жауме Ріба» / «Якоб Рібес»)
- Хайм ібн Ріш («Джоан де Вальсеха»)
- Гульем Солер (ет. 1380-ті)
- Мечія де Віладестес (ет . 1410-ті)
- Жакоме з Майорки (1420-ті?) — переїхав до Португалії
- Габріель де Вальсека (ет. 1430-40-ті)
- Пере Розелл (фл. 1460-ті)
- Жауме Бертран (ет. 1480-ті).

## Каталанський Атлас Авраама та Єгуди Крескесів

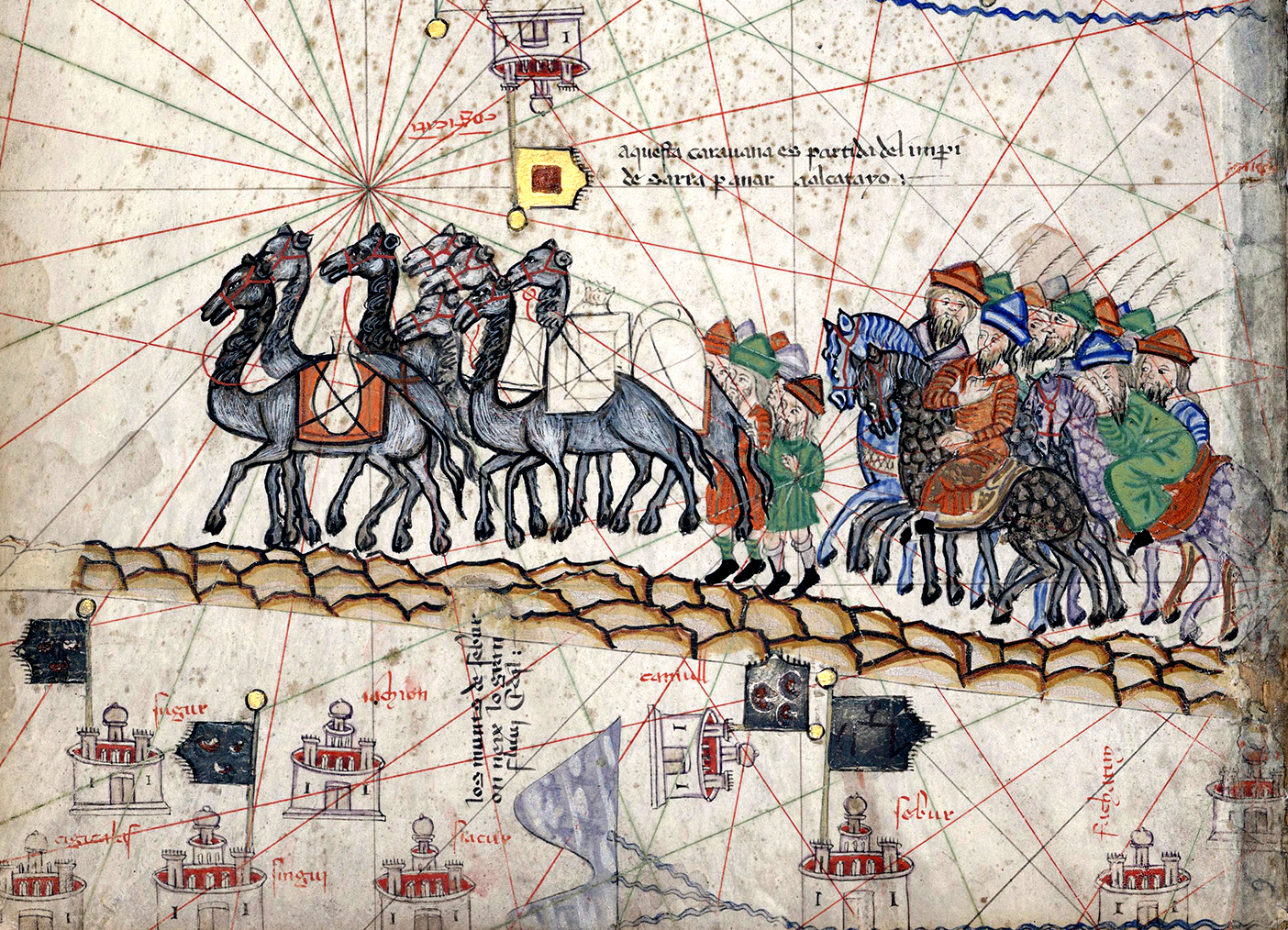
Караван Марко Поло з каталонського Атласу

Авраам Крескес, також відомий як, єврей Крескес, був призначений майстром карт і компасів королем Арагону Хуаном І. Гроші, які він отримав за своє призначення, були використані на будівництво лазень для євреїв у Пальмі. У 1374 і 1375 роках Авраам та його син Єгуда працювали за особливим замовленням. Хуан I Арагонський порадив владі, що йому потрібно отримати карту, на якій буде зображена Гібралтарська протока, узбережжя Атлантичного океану та сам океан. Карта, яку вони зробили, отримала назву Каталонський Атлас, і це найважливіша каталонська карта середньовічного періоду. Перші два листки, що утворюють східну частину Каталонського Атласу, ілюструють численні релігійні посилання, а також синтез середньовічних mappae mundi (Єрусалим, розташований недалеко від центру) та подорожньої літератури того часу, зокрема «Книга чудес світу» Марко Поло та «Подорож сера Джона Мандевіля». Можна визначити багато міст Індії та Китаю. Пояснювальні тексти повідомляють про звичаї, описані Марко Поло. Крескеси, які знали арабську мову, також користувалися розповідями подорожей марокканського дослідника Ібн Баттути. Мекка має блакитний купол і демонструє мусульманську молитву. Тексти поруч із зображенням мусульманських територій прикрашались куполами, Єрусалим був оточений ілюстраціями до оповідань Старого та Нового Завітів, таких як Едемський сад, розп'яття, Ноєв ковчег та інші. Зображення каравану ілюструє подорожній звіт Марко Поло: Каталонський атлас призначався в дарунок Карлу VI французькому, хоча саме цей король вигнав усіх євреїв з Франції в 1394 році.

Каталанський атлас 1385 р. Авраама і Єгуди Крескесів

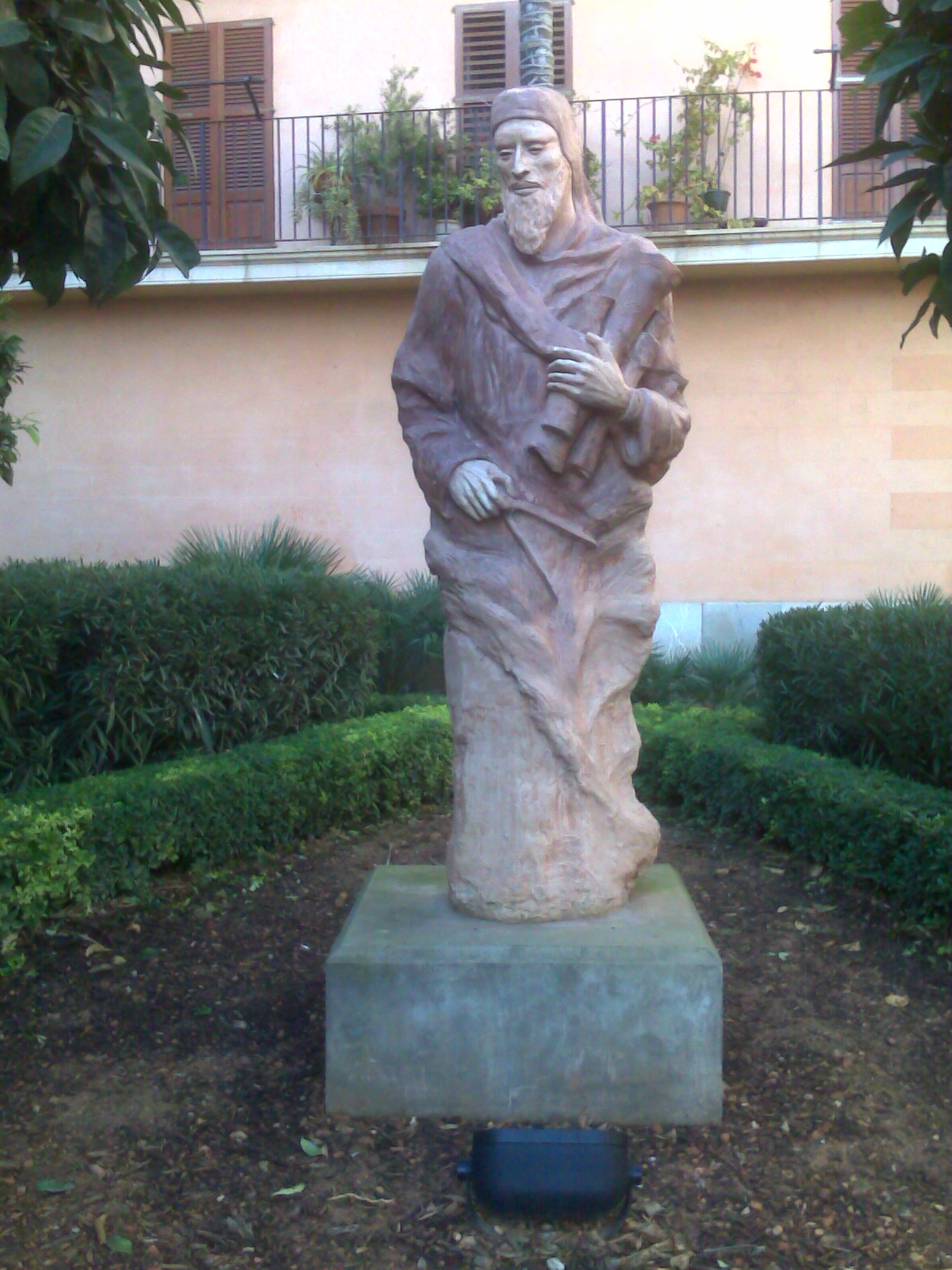
Пам'ятник Єгуді Крескесу в Пальмі. Майорка

Каталонський атлас сьогодні зберігається у Національній бібліотеці Франції в Парижі. Кілька інших карт Крескеса були згадані в різних інвентаризаційних списках в Іспанії та Франції в кінці 1387.
Ієгуда Крескес продовжував традиції свого батька. Він був змушений прийняти християнство в 1391 році і його новим ім'ям стало Якобус Рібес. Його називали «lo Jueu buscoler» (єврей-картограф), або «el jueu de les bruixoles» (єврей-майстер компасів). Єгуді було наказано переїхати до Барселони, де він продовжив свою роботу в якості придворного картографа. Пізніше його запросив до Португалії Енріке Мореплавець, але й там він виготовляв свої карти за майорканською традицією, тому його називали «Местре Яком де Мальорка». На зорі епохи великих географічних відкриттів він став першим керівником знаменитої морської обсерваторії принца Енріке Мореплавця на мисі Сагреш

## Інші єврейські картографи
Іншим відомим майорканським єврейським картографом був Хайм ібн Ріш. Він був змушений прийняти християнство і взяв ім'я Хуан де Валсеча. Ймовірно, він був батьком Габріеля де Вальсеки, автора ще однієї відомої карти світу (mappa mundi), яке пізніше використовував Америго Веспуччі. Габріель також склав дуже точні карти Чорного та Середземного морів. Ще одним єврейським картографом був Месія де Вільдестес. Видатна карта Вільдестеса, датована 1413 роком, зберігається в Національній бібліотеці Франції в Парижі.
Антиєврейські переслідування поклали кінець знаменитій школі картографії на Майорці.